# 双円錐
双円錐（そうえんすい、bicone, dicone）または重円錐（じゅうえんすい）、両円錐（りょうえんすい）とは、2つの合同な（直）円錐を底面同士で貼り合わせた立体図形である。
張り合わせ面を赤道面という。ただし赤道面は、（底面が円錐の面であるというような意味では）双円錐の面ではない。
二等辺三角形の底辺を回転軸とした回転体、あるいは菱形の対角線を回転軸とした回転体であるとも定義できる。身近な双円錐には、そろばんの珠がある。
双錐体の一種である。赤道面が楕円の双錐体を双楕円錐、赤道面が多角形の双錐体を双角錐、等と呼ぶ。角柱と双角錐は互いに双対多面体だが、円柱と双円錐の間にはそのような関係はないので注意が必要である。
表面積 S、体積 V は、高さを h、母線の長さを c、赤道面の半径を r、赤道面の面積を E、赤道面の周を e と置けば
{\displaystyle S=2\pi rc=2\pi r{\sqrt {r^{2}+h^{2}}}=ec}
{\displaystyle V={\frac {2}{3}}\pi r^{2}h={\frac {2}{3}}\pi (c^{2}-h^{2})h={\frac {2}{3}}Eh}
である。それぞれ、円錐の側面積（表面積ではない）と体積の2倍である。

## その他の双円錐
2つの円錐（あるいは高さ無限大の円錐面）が頂点で接した図形を双円錐ということがある。